# Dąbkowice Górne
Dąbkowice Górne [pronunciación en polaco: /dɔmpkɔˈvit͡sɛ ˈɡurnaɛ/] es un pueblo ubicado en el distrito administrativo de Gmina Łowicz, dentro del Distrito de Łowicz, Voivodato de Łódź, en Polonia central. Se encuentra aproximadamente a 6 kilómetros al suroeste de Łowicz y a 43 kilómetros al noreste de la capital regional Łódź.
El pueblo tiene una población de 233 habitantes.